# بيت صفافا
بيت صفافا قرية فلسطينية تقع على مسافة 6 كم جنوب شرق القدس و شمال بيت لحم، يمتلك العرب من أراضيها 2,814 دونم و إستملك الإسرائيليون 391 دونم. سبب تسميتها غير معروف إلا أنه يقال أن إسمها تحريف لكلمة صفيفا السريانية وتعني بيت العطشان. كانت تتبع مدينة بيت لحم والآن تتبع محافظة القدس.

## التاريخ
في حرب 1948 تعاون أهل البلدة مع الجيش المصري واستطاعوا عقد هدنة واستعادة بلدهم ولكن قضي عدد كبير من أهلها نحبه في هذه الحرب، وهم مدفونين في مقبرة البلدة. إلا أن نصف البلدة كان في أراضي الضفة الغربية من الأردن، والنصف الآخر وقع في ما كان يسمى بالمنطقة الحرام (بالإنجليزية: No man's land)، ولكن بعيد حرب 1967 أزيل الحاجز بين قسمي القرية لتعود القرية وحدة واحدة كما كانت.
في العام 1596 ظهرت بيت صفافا في سجلات الضريبة العثمانية في أنها تقع ناحية لواء القدس. كان تعداد بيوت أهلها المسلمين 41 بيتا دفعوا الضريبة عن ناتج القمح والشعير والزيتون والعنب والأشجار المثمرة والماعز وخلايا النحل.

## السكان
العدد السكاني لعام 1987 بلغ 6,218 نسمة وفي 2008 بلغ عدد سكان بيت صفافا 18.000 نسمه مع شرفات 20.000. وبلغت مساحة أراضي بيت صفافا 3,341 دونم.

## المناخ
يمتاز مناخها بانه مناخ جبلي بارد شتاءً 0-12 معتدل صيفاً 20-30 ويبلغ ارتفاعها 750 م عن سطح البحر وأعلى منطقة في بيت صفافا هي شرفات يبلغ ارتفاعها 825 م عن سطح البحر.

## التسمية
سبب التسمية غير معروف ولكن كما يقال سميت ببيت صفافا نتيجة لتحريف معنى كلمة "صفيفا" السريانية التي تعني "بيت العطشان" ويقال بسبب قلة الآبار والينابيع فيها.

## التعليم
هناك مشاكل مستمرة بين أهل البلدة والإسرائيليين وهذه أيضا هي أحوال القرى المجاورة، التي منها صور باهر والسواحرة، ففي بيت صفافا مثلا يوجد 5 مدارس في البلدة مدرستين ترعاهما إسرائيل وبلدية القدس الغربية  وتدرسان العبرية والعربية بالتساوي ويختلط فيها الطلاب عربا ويهود. وثلاثة مدارس للسلطة الفلسطينية، والنية إنشاء المزيد من المدارس لأن أهل البلدة يريدون إبطال الدراسة المختلطة بين البنين والبنات وفصل المدارس 

## الرياضة
تاسس نادي شباب بيت صفافا الرياضي عام 1969, وقد انحصر نشاطه في منطقة القدس وبيت لحم وبيت ساحور، إلى أن تم انتخاب هيئة إدارية لنادي شباب بيت صفافا في صيف 1974.

## وصلات خارجية
موقع بيت صفافا